# Monopterus albus
Espèce
Statut de conservation UICN

 LC : Préoccupation mineure
Monopterus albus est une espèce de poissons actinoptérygiens de la famille des Synbranchidae.

## Aire de répartition

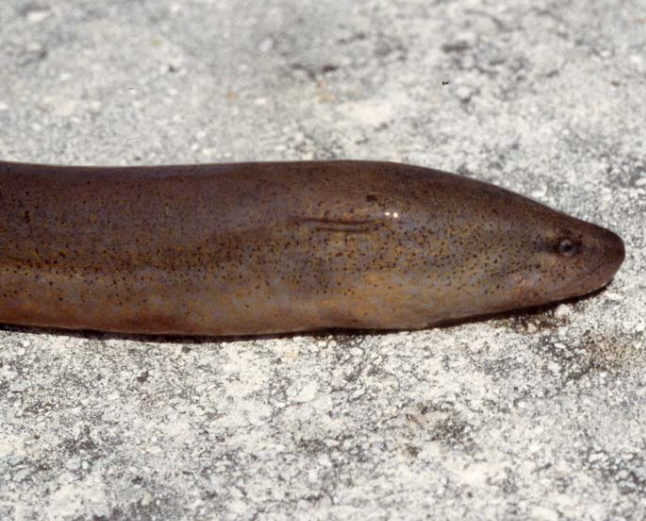
Gros plan sur la tête.

Ce synbranchiforme est endémique de l'Asie, où il est principalement réparti en Asie de l'Est et en Asie du Sud-Est. Il se rencontre dans les pays suivants : en Birmanie, à Brunei, au Cambodge, en Chine, en Corée du Nord, en Corée du Sud, en Inde, en Indonésie, au Japon, au Laos, en Malaisie, aux Philippines, à Singapour, à Taïwan, en Thaïlande et au Viêt Nam,.
Sa présence est incertaine en Australie et au Bangladesh. Il a été introduit dans le Sud-Est des États-Unis et à Hawaï,.

## Taxonomie
Cette espèce a été décrite en 1793 par le naturaliste russe Vassili Zouïev. Le protonyme est Muraena alba Zuiew, 1793.

## Monopterus albuset l'Homme
Monopterus albus est considéré comme une « espèce de préoccupation mineure » par la liste rouge de l'UICN.

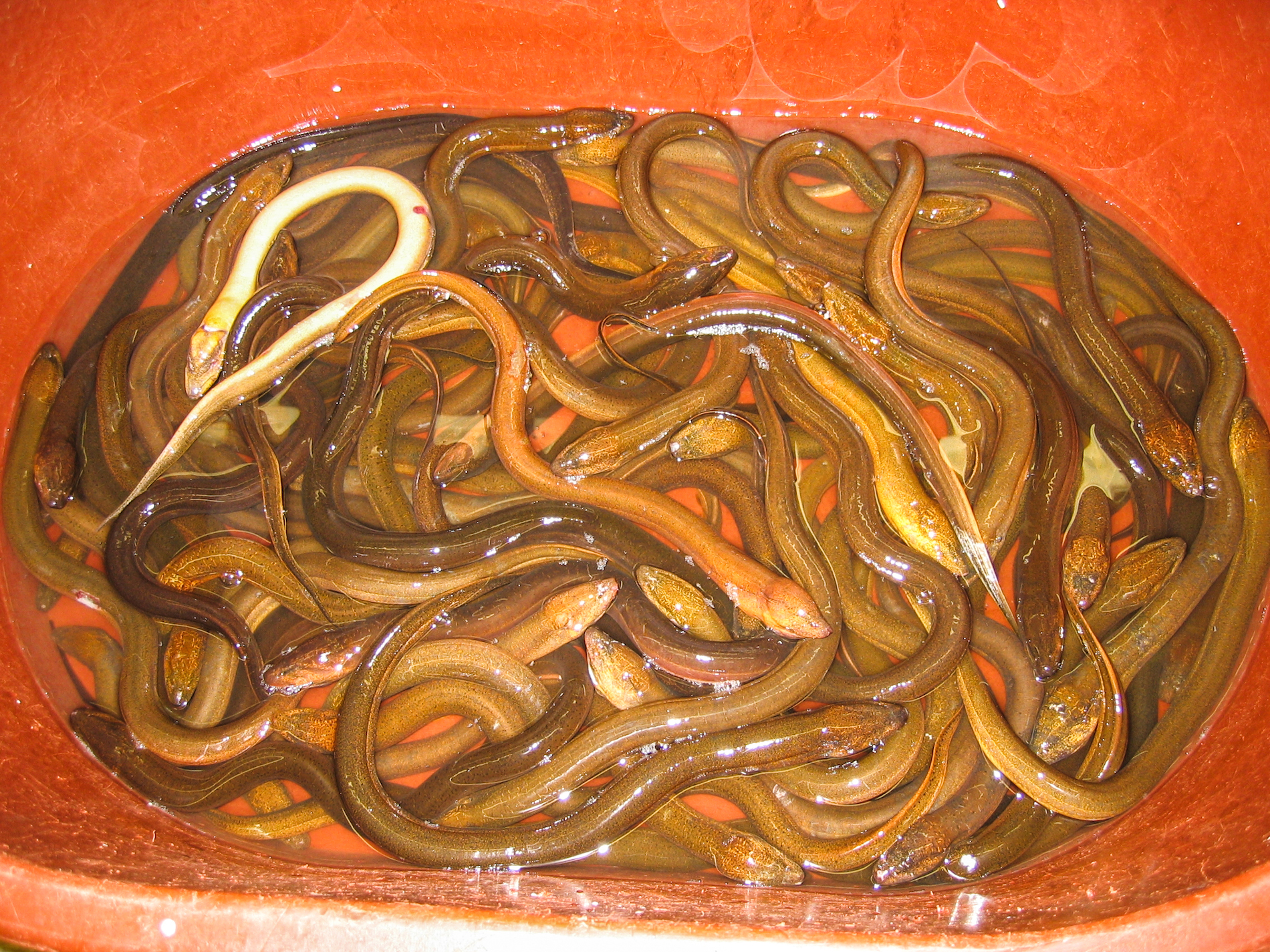
De nombreux spécimens entreposés dans un récipient, pêchés ici en Géorgie, aux États-Unis.

Il s'agit d'un important poisson commercial dans les pays d'Asie orientale.